# Mecz Gwiazd Continental Basketball Association
Mecz Gwiazd Continental Basketball Association – towarzyski mecz gwiazd koszykówki amerykańskiej ligi Continental Basketball Association (CBA), rozegrany po raz pierwszy w 1949, kiedy liga nosiła nazwę Eastern Professional Basketball League (EPBL).
Druga edycja meczu odbyła się dopiero dziewięć lat później. Od tamtej pory mecz gwiazd był rozgrywany w miarę regularnie z drobnymi wyjątkami. Nie rozegrano go w 1960, 1973–1975, 1980–1981, 1998–1999, 2001–2002. Spotkanie zaprzestano rozgrywać po sezonie 2007/2008, kiedy to rozwiązano ligę.

## Rezultaty spotkań gwiazd CBA
Adnotacja: Nazwy hal bazują o nazwy z dnia meczu gwiazd.
| Rok  | Wynik                                                   | Hala                               | Miasto                         | MVP               |
| ---- | ------------------------------------------------------- | ---------------------------------- | ------------------------------ | ----------------- |
| 1949 | Gwiazdy EPBL 74, Pottsville Packers 69                  | bd                                 | Pottsville, Pensylwania        | bd                |
| 1958 | Zachód 122, Wschód 97                                   | 109th Street West Side Armory      | Wilkes-Barre, Pensylwania      | bd                |
| 1959 | Zachód 110, Wschód 88                                   | 109th Street West Side Armory      | Wilkes-Barre, Pensylwania      | bd                |
| 1961 | Wschód 164, Zachód 128                                  | 109th Street West Side Armory      | Wilkes-Barre, Pensylwania      | Boo Ellis         |
| 1962 | Gwiazdy EPBL 124, Allentown Jets 119                    | Rockne Hall                        | Allentown, Pensylwania         | bd                |
| 1963 | Camden Bullets 122, Gwiazdy EPBL 114                    | Convention Hall                    | Camden, New Jersey             | Bob McNeill       |
| 1964 | Południe 137, Północ 125                                | Trenton High School                | Trenton, New Jersey            | Jim Hadnot        |
| 1965 | Camden Bullets 147, Gwiazdy EPBL 129                    | Convention Hall                    | Camden, New Jersey             | Bob McNeill       |
| 1966 | Wschód 167, Zachód 159                                  | Farm Show Arena                    | Harrisburg, Pensylwania        | Walt Simon        |
| 1967 | Zachód 158, Wschód 149                                  | Salesianum School                  | Wilmington, Delaware           | Willie Murrell    |
| 1968 | Wschód 155, Zachód 125                                  | Hartford Public High School        | Hartford, Connecticut          | Spider Bennett    |
| 1969 | Zachód 163, Wschód 133                                  | Catholic Youth Center              | Scranton, Pensylwania          | Jim Jackson       |
| 1970 | Wilmington Blue Bombers 129, Gwiazdy 123                | Salesianum School                  | Wilmington, Delaware           | John Savage       |
| 1971 | Scranton Apollos 146, Gwiazdy EBA 123                   | Catholic Youth Center              | Scranton, Pensylwania          | Willie Somerset   |
| 1972 | Gwiazdy EBA 129, Scranton Apollos 110                   | Catholic Youth Center              | Scranton, Pensylwania          | Reggie Lacefield  |
| 1976 | Gwiazdy EBA 137, Allentown Jets 134                     | William Penn Senior High School    | York, Pensylwania              | bd                |
| 1977 | Gwiazdy EBA 136, Allentown Jets 118                     | Allen Phys. Ed. Center             | Allentown, Pensylwania         | Jim Bostic        |
| 1978 | Wschód 135, Zachód 129                                  | Quincy YMCA                        | Quincy, Massachusetts          | Jim Bostic        |
| 1979 | Wschód 135, Zachód 129                                  | Dome Arena                         | Henrietta, Nowy Jork           | Andre McCarter    |
| 1982 | Dywizja Zachodnia 101, Dywizja Wschodnia 91             | Brendan Byrne Arena                | East Rutherford, New Jersey    | Brad Branson      |
| 1983 | Albany Patroons 122, Gwiazdy CBA 109                    | Washington Avenue Armory           | Albany, Nowy Jork              | Larry Spriggs     |
| 1984 | Gwiazdy CBA 128, Wyoming Wildcatters 125                | Casper Events Center               | Casper, Wyoming                | Anthony Roberts   |
| 1985 | Gwiazdy CBA 113, Evansville Thunder 109                 | Roberts Municipal Stadium          | Evansville, Indiana            | Rick Lamb         |
| 1986 | Gwiazdy CBA 110, Tampa Bay Thrillers 108                | Tampa SunDome                      | Tampa Bay, Floryda             | Don Collins       |
| 1987 | Gwiazdy CBA 105, LaCrosse Catbirds 102                  | La Crosse Center                   | La Crosse, Wisconsin           | Eddie L. Johnson  |
| 1988 | Gwiazdy CBA 115, Topeka Sizzlers 94                     | Landon Arena                       | Topeka, Kansas                 | Michael Brooks    |
| 1989 | Rockford Lightning 103, Gwiazdy CBA 97                  | Rockford Metrocenter               | Rockford, Illinois             | Dwayne McClain    |
| 1990 | Konferencja National 107, Konferencja American 105      | Wharton Field House                | Moline, Illinois               | Conner Henry      |
| 1991 | Konferencja National 120, Konferencja American 116      | Five Seasons Center                | Cedar Rapids, Iowa             | Vincent Askew     |
| 1992 | Konferencja National 124, Konferencja American 115      | Yakima SunDome                     | Yakima, Waszyngton             | Conner Henry      |
| 1993 | Konferencja American 133, Konferencja National 121      | Myriad Convention Center           | Oklahoma City, Oklahoma        | Pat Durham        |
| 1994 | Konferencja American 119, Konferencja National 108      | Allen County War Memorial Coliseum | Fort Wayne, Indiana            | Jeff Martin       |
| 1995 | Konferencja National 119, Konferencja American 115      | Hartford Civic Arena               | Hartford, Connecticut          | Tony Dawson       |
| 1996 | Konferencja National 121, Konferencja American 105      | Sioux Falls Arena                  | Sioux Falls, Dakota Południowa | Shelton Jones     |
| 1997 | Konferencja American 107, Konferencja National 98       | Yakima SunDome                     | Yakima, Washington             | Dexter Boney      |
| 2000 | Dywizja Wschodnia 135, Dywizja Zachodnia 124            | Sioux Falls Arena                  | Sioux Falls, Dakota Południowa | Dontae' Jones     |
| 2003 | Konferencja National 140, Konferencja American 125      | Sioux Falls Arena                  | Sioux Falls, Dakota Południowa | Versile Shaw      |
| 2004 | Konferencja National 105, Konferencja American 103      | Yakima SunDome                     | Yakima, Waszyngton             | Roberto Bergersen |
| 2005 | Konferencja Wschodnia 114, Konferencja Zachodnia 110    | Genesis Convention Center          | Gary, Indiana                  | Sam Clancy, Jr.   |
| 2006 | Konferencja Zachodnia 119, Konferencja Wschodnia 110    | Qwest Arena                        | Boise, Idaho                   | Randy Holcomb     |
| 2007 | Konferencja National 134, Konferencja American 131 (OT) | Butte Civic Center                 | Butte, Montana                 | Ralph Holmes      |
| 2008 | Konferencja National 109, Konferencja American 107      | Yakima SunDome                     | Yakima, Waszyngton             | Odell Bradley     |

– OT – oznacza dogrywkę

## Laureaci nagrodyMost Valuable Playerspotkania
| - 1961 – Alex "Boo" Ellis, Wilkes-Barre Barons - 1963 – Bobby McNeill, Camden Bullets - 1964 – Jimmie Hadnot, Trenton Colonials - 1965 – Bobby McNeill, Camden Bullets - 1966 – Walt Simon, Allentown Jets - 1967 – Willie Murrell, Scranton Miners - 1968 – Willis "Spider" Bennett, Hartford Capitols - 1969 – Jim Jackson, Scranton Miners - 1970 – John Savage, Wilmington Blue Bombers - 1971 – Willie Somerset, Scranton Apollos - 1972 – Reggie Lacefield, Hartford Capitols - 1977 – Jim Bostic, Jersey Shore Bullets - 1978 – Jim Bostic, Jersey Shore Bullets - 1979 – Andre McCarter, Rochester Zeniths - 1982 – Brad Branson, Anchorage Northern Knights - 1983 – Larry Spriggs, Albany Patroons - 1984 – Anthony Roberts, Wyoming Wildcatters - 1985 – Rick Lamb, Wyoming Wildcatters - 1986 – Don Collins, Tampa Bay Thrillers | - 1987 – Eddie Johnson, Tampa Bay Thrillers - 1988 – Michael Brooks, Albany Patroons - 1989 – Dwayne McClain, Rockford Lightning - 1990 – Conner Henry, Rapid City Thrillers - 1991 – Vincent Askew, Albany Patroons - 1992 – Conner Henry, Yakima Sun Kings - 1993 – Pat Durham, Fargo-Moorhead Fever - 1994 – Jeff Martin, Grand Rapids Hoops - 1995 – Tony Dawson, Rockford Lightning - 1996 – Shelton Jones, Florida Beachdogs - 1997 – Dexter Boney, Florida Beachdogs - 2000 – Dontae' Jones, LaCrosse Bobcats - 2003 – Versile Shaw, Sioux Falls Skyforce - 2004 – Roberto Bergersen, Idaho Stampede - 2005 – Sam Clancy, Jr., Idaho Stampede - 2006 – Randy Holcomb, Gary Steelheads - 2007 – Ralph Holmes, Yakama Sun Kings - 2008 – Odell Bradley, Butte Daredevils |